# Abel Aguilar Elizalde
Abel Aguilar Elizalde (Orizaba, Veracruz, 1929. augusztus 5. –) mexikói nemzetközi labdarúgó-játékvezető.

## Pályafutása

### Labdarúgóként
Ifjúsági korában eleinte kosárlabdázott. Játékosként az A.D.O. és az UNIVERSIDAD csapataiban szerepelt. 1958-ban végleg felhagyott az aktív labdarúgással, csapatának technikai vezetője lett.

### Nemzeti játékvezetés
Játékvezetésből 1958-ban Orizabában vizsgázott. Vizsgáját követően az Orizabai Labdarúgó-szövetség, majd a Veracruzi Labdarúgó-szövetség által üzemeltetett labdarúgó bajnokságokban kezdte sportszolgálatát. A Mexikói Labdarúgó-szövetség Játékvezető Bizottsága (JB) minősítésével a Liga MX játékvezetője. Küldési gyakorlat szerint rendszeres partbírói szolgálatot is végzett. A nemzeti játékvezetéstől 1979-ben visszavonult.

### Nemzetközi játékvezetés
A Mexikói labdarúgó-szövetség JB JB terjesztette fel nemzetközi játékvezetőnek, a Nemzetközi Labdarúgó-szövetség (FIFA) 1968-tól tartotta nyilván bírói keretében. A FIFA JB központi nyelvei közül a spanyolt, az angolt és a franciát beszéli. Több nemzetek közötti válogatott és klubmérkőzést vezetett, vagy működő társának partbíróként segített. Öt európai országnak vezetett mérkőzést, közte a Magyar labdarúgó-válogatott mexikói túráján. A mexikói nemzetközi játékvezetők rangsorában, a világbajnokság sorrendjében többedmagával a 9. helyet foglalja el 1 találkozó szolgálatával. A nemzetközi játékvezetéstől 1970-ben búcsúzott.

#### Labdarúgó-világbajnokság
Az 1970-es labdarúgó-világbajnokságon a FIFA JB bíróként alkalmazta. A FIFA JB elvárásának megfelelően, ha nem működött játékvezetőként, akkor valamelyik társának partbíróként segített. Egy csoportmérkőzésen egyes számú besorolást kapott, játékvezetői sérülés esetén továbbvezethette volna a találkozót. A bronzmérkőzésen Antonio Sbardella 2. számú segítőjeként szolgált. Az előselejtezők során a CONCACAF zónában vezetett mérkőzéseket. A mexikói főtáblára kerülésért a 3. Honduras–Salvador találkozót irányította. Az első találkozót követően Salvadorban "százórás háború" tört ki! Világbajnokságokon vezetett mérkőzéseinek száma: 1 + 2 (partbíró).

##### 1970-es labdarúgó-világbajnokság

###### Selejtező mérkőzés
| Időpont              | Helyszín                      | Mérkőzés típusa                             | Mérkőzés                                                      | Eredmény |
| -------------------- | ----------------------------- | ------------------------------------------- | ------------------------------------------------------------- | -------- |
| 1969. június 27.     | Központi Stadion, Mexikóváros | előselejtező, elődöntő (3. mérkőzés)        | Salvadori labdarúgó-válogatott–Hondurasi labdarúgó-válogatott | 3 – 2    |
| 1969. szeptember 28. | Nemzeti Stadion, San Salvador | előselejtező, selejtező döntő (2. mérkőzés) | Salvadori labdarúgó-válogatott–Haiti                          | 0 – 3    |

###### Világbajnoki mérkőzés
| Időpont          | Helyszín                 | Mérkőzés típusa              | Mérkőzés  | Eredmény | Nézők száma |
| ---------------- | ------------------------ | ---------------------------- | --------- | -------- | ----------- |
| 1970. június 10. | Guanajuato Stadion, León | csoportmérkőzés (D. csoport) | NSZK–Peru | 3 – 1    | 18 000      |

#### Olimpiai játékok
Az1968. évi nyári olimpiai játékokon a FIFA JB hivatalnokkánt foglalkoztatta.

##### 1968. évi nyári olimpiai játékok
| Időpont           | Helyszín                     | Mérkőzés típusa              | Mérkőzés                                                           | Eredmény |
| ----------------- | ---------------------------- | ---------------------------- | ------------------------------------------------------------------ | -------- |
| 1968. október 16. | Jalisco Stadion, Guadalajara | csoportmérkőzés (D. csoport) | Bulgária az olimpiai játékokon–Csehszlovákia az olimpiai játékokon | 2 – 2    |